# أنطوان دوفور
أنطوان دوفور (بالإنجليزية: Antoine Dufour) (و. 1979 – م) هو كاتب غنائي، وعازف قيثارة، من كندا.